# La città dei diamanti
La città dei diamanti (Diamond City) è un film del 1949 diretto da David MacDonald ed ispirato alla vita di Stafford Parker.

## Trama
In Sudafrica durante la corsa ai diamanti un uomo di nome Stafford Parker si unisce alla ricerca, per poi diventare una personalità rispettata con l'intento di regolare le attività di estrazione e sognare di formare una repubblica indipendente.